# استخوان ناوی
استخوان ناوی یا اسکافوئید (به انگلیسی: Scaphoid) بزرگترین استخوان ردیف پروگزیمال مچ دست انسان است.
استخوان‌های ردیف فوقانی (پروگزیمال) مچ دست از سمت خارج به داخل عبارتنداز:
- استخوان ناوی (اسکافوئید)
- هلالی (لونیت)
- هرمی (تریکتروم)
- نخودی (پیزیفورم)

اهمیت استخوان ناوی در شکستگی‌های این استخوان است که می‌تواند همراه با عوارض زیادی باشد.
استخوان ناوی در تشکیل دیواره خارجی و بخشی از کف تونل کارپال شرکت می‌کند.

## شکستگی‌های استخوان ناوی
شایع‌ترین محل شکستگی در استخوان‌های مچ دست، استخوان ناوی است و شایعترین محل شکستگی در استخوان اسکافوئید ناحیه کمری آن بین دو قسمت پروگزیمال و دیستال این اسنخوان می‌باشد.
الگوی خونرسانی این استخوان به این صورت است که رگ‌های تغذیه‌کننده آن از ناحیه دورینه (دیستال) و از کمان شریانی کف دست وارد آن می‌شوند، در نتیجه در صورت شکستگی احتمال قطع خون‌رسانی به قسمت‌های نزدینه (پروگزیمال) آن وجود دارد که منجر به باقت‌مردگی استخوان می‌شود.

## نگارخانه

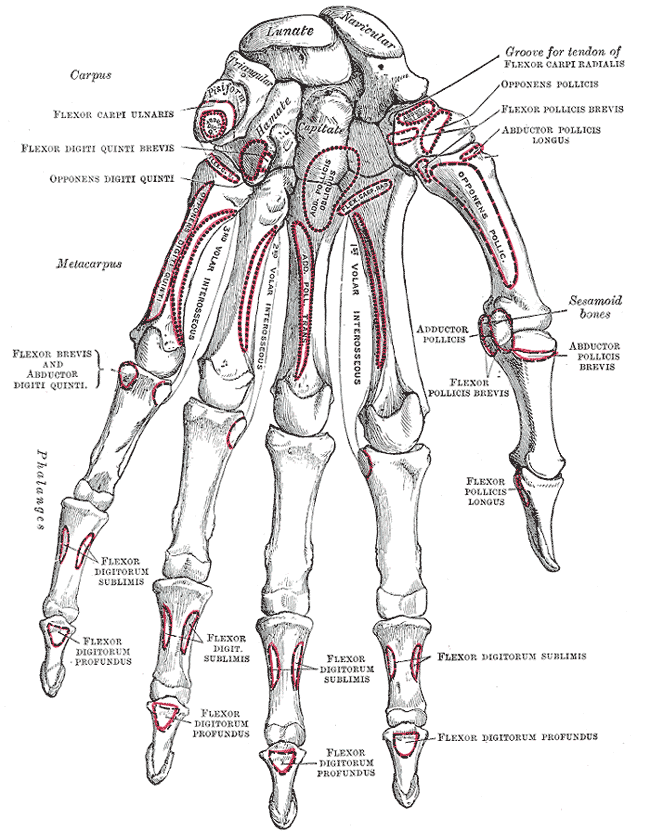
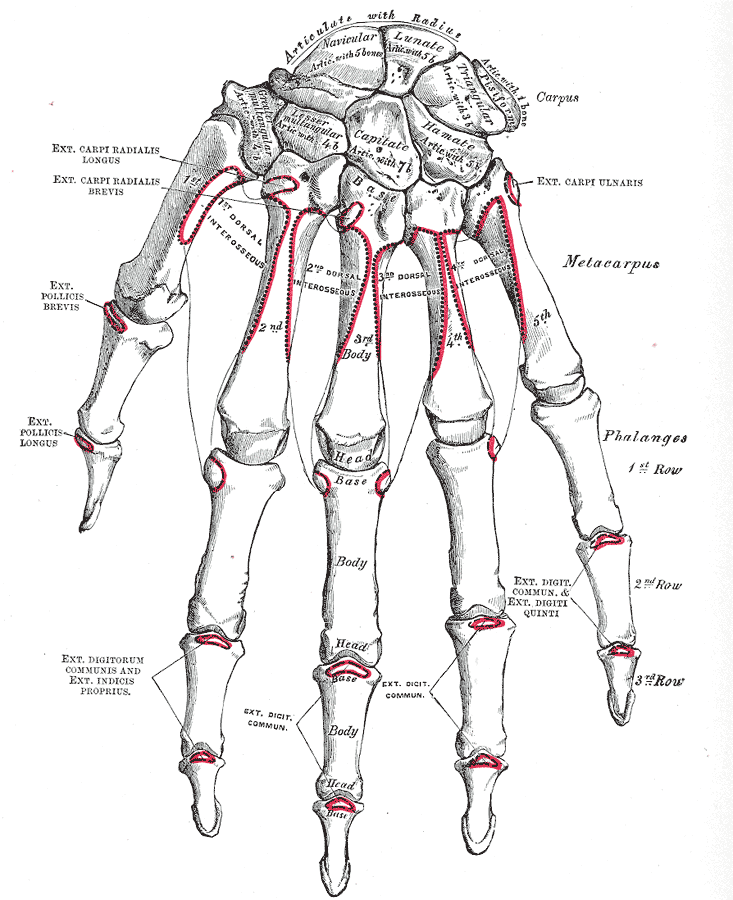
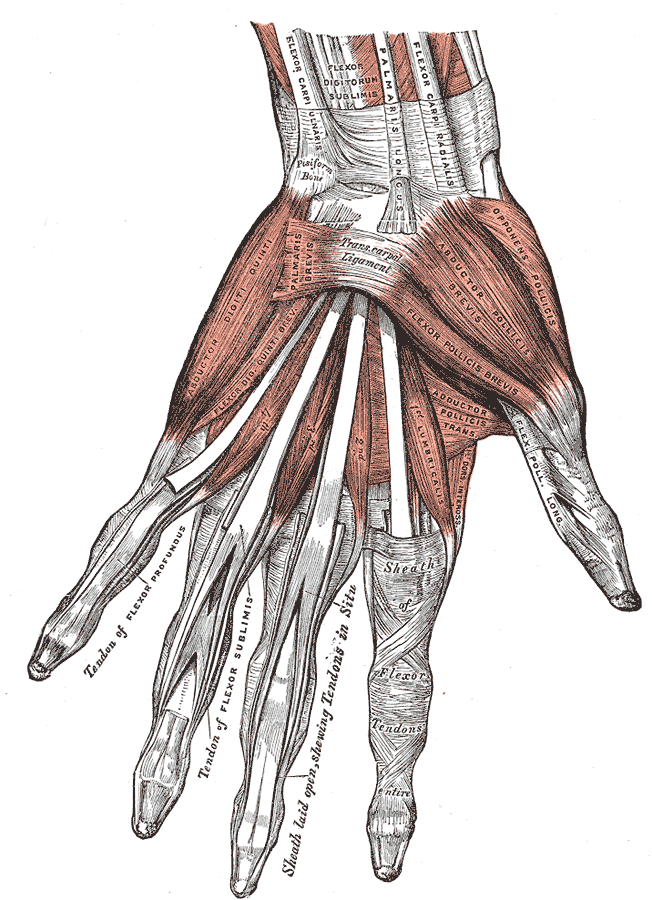